# Incidente de los zapatos de Bush

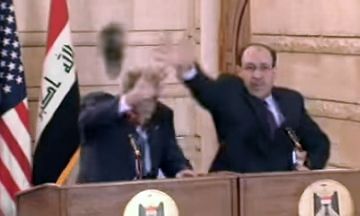
George W. Bush se agacha mientras uno de los zapatos de al Zaidi vuela sobre su cabeza y el primer ministro de Irak, Nuri al Maliki, trata de agarrarlo pero sin éxito..

El incidente de los zapatos de Bush fue un incidente ocurrido el 14 de diciembre de 2008, cuando el periodista iraquí Muntazer al Zaidi arrojó sus dos zapatos al presidente de los Estados Unidos, George W. Bush, durante una conferencia de prensa en Irak. Bush se agachó, evitando ser golpeado por cualquiera de los zapatos, y el segundo zapato golpeó la bandera de los Estados Unidos detrás de él, y Al Zaidi fue posteriormente sostenido, pateado y sacado de la habitación por guardias. Las efigies de muchos presidentes de los Estados Unidos habían aparecido durante mucho tiempo con zapatos en todo el Medio Oriente, pero no fue hasta este evento que los «zapatazos» recibieran notoriedad general. Desde entonces, ha habido muchos otros incidentes con zapatos a escala internacional. Al Zaidi recibió una sentencia de tres años de prisión, que se redujo a dos años. El 15 de septiembre de 2009, después de nueve meses de encarcelamiento, fue liberado antes de tiempo porque no tenía antecedentes penales.

## Contexto
Los zapatos son considerados impuros en el mundo árabe. Matthew Cassel, de The Electronic Intifada, en el contexto del incidente de los zapatos de Bush, expreso la opinión de que los medios occidentales sobrevaloraron el fenómeno como «árabe» en particular.

## Evento
El periodista iraquí Muntazer al Zaidi arrojó sus dos zapatos al presidente de los Estados Unidos, George W. Bush, durante una conferencia de prensa el 14 de diciembre de 2008 en el palacio del primer ministro en Bagdad, Irak. «Este es un beso de despedida del pueblo iraquí, perro», gritó en árabe cuando lanzó su primer zapato. «Esto es para las viudas y los huérfanos y todos los que murieron en Irak», gritó mientras lanzaba su segundo zapato. El presidente Bush se agachó dos veces para evitar ser golpeado por los zapatos, y el primer ministro Maliki intentó atrapar uno de los zapatos para protegerlo. Al Zaidi fue tirado al piso por otro periodista, antes de ser agarrado por los guardias del primer ministro Maliki, pateado y sacado corriendo de la habitación. La secretaría de Prensa de la Casa Blanca, Dana Perino, fue golpeada en la cara por un boom de micrófono golpeado por un guardaespaldas presidencial, lo que resultó en un ojo morado.
El presidente Bush dijo que algunos reporteros iraquíes se habían disculpado con él. «Gracias por disculparse en nombre del pueblo iraquí. No me molesta.», dijo. «Si quieres conocer los hechos, es un zapato de talla 10 que tiró».

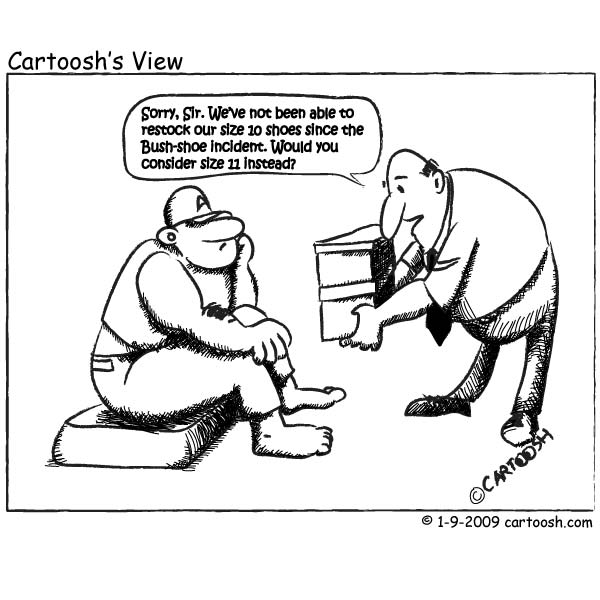
Vista de un caricaturista del incidente.

Cuando otro periodista le preguntó sobre el incidente, el presidente Bush dijo: «Es una forma de que la gente llame la atención. No sé cuál fue la causa del tipo. No me sentí ni un poco amenazado por ello». Cuando más tarde se le pidió que reflexionara sobre el incidente, el presidente Bush dijo: «No tuve mucho tiempo para reflexionar sobre nada, estaba esquivando y esquivando. No estoy enojado con el sistema. Creo que está surgiendo una sociedad libre, y una sociedad libre es necesaria para nuestra propia seguridad y paz». La secretaria de Prensa de la Casa Blanca, Dana Perino, dijo: «No creo que se pueda tomar a un hombre que lanza su zapato como representante del pueblo de Irak».

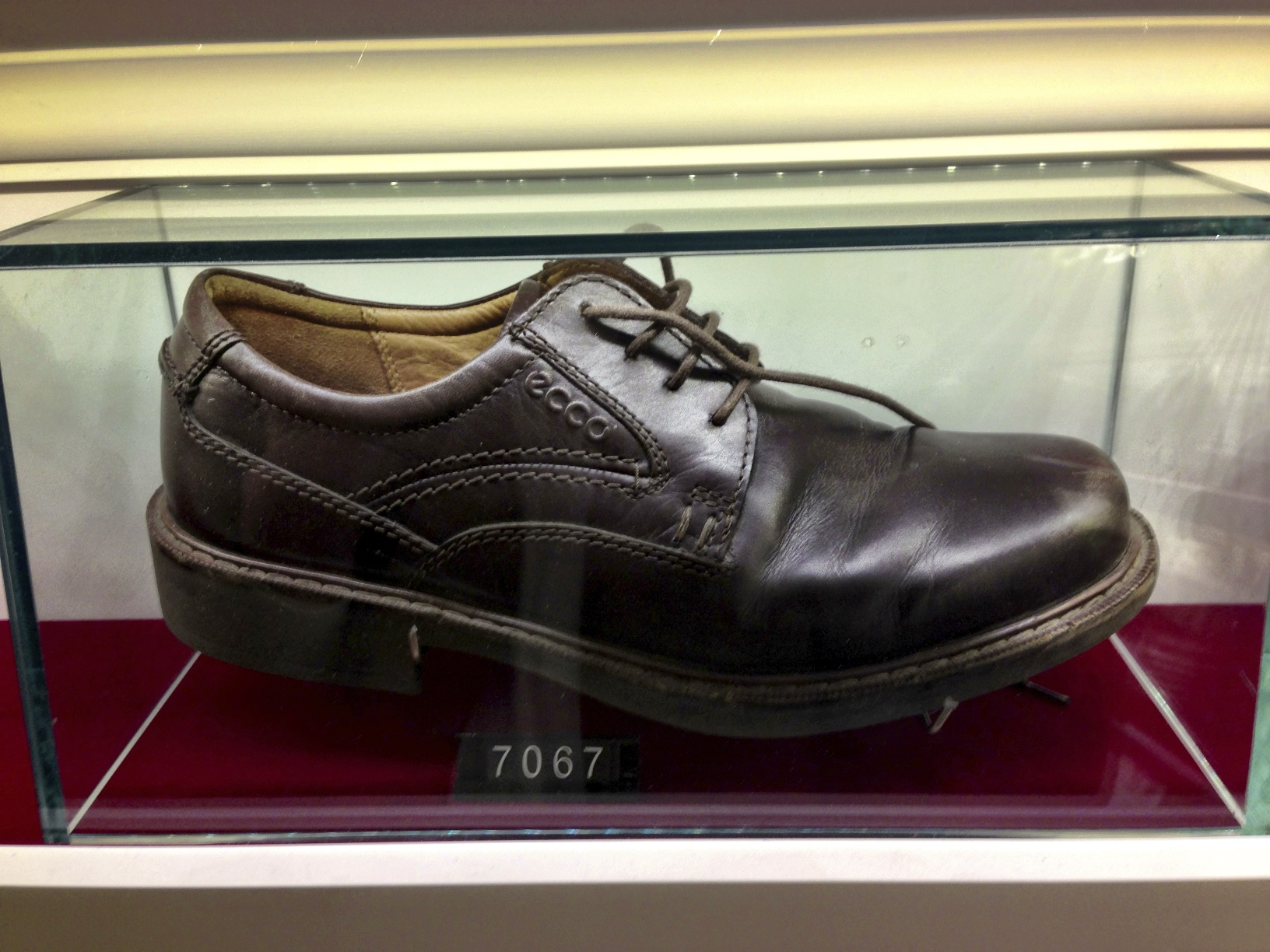
Réplica del zapato arrojado al presidente Bush, en exhibición en el museo Mmuseumm de la ciudad de Nueva York. Los zapatos reales fueron destruidos por las autoridades estadounidenses e iraquíes para evitar que se conviertan en un símbolo de manifestaciones.

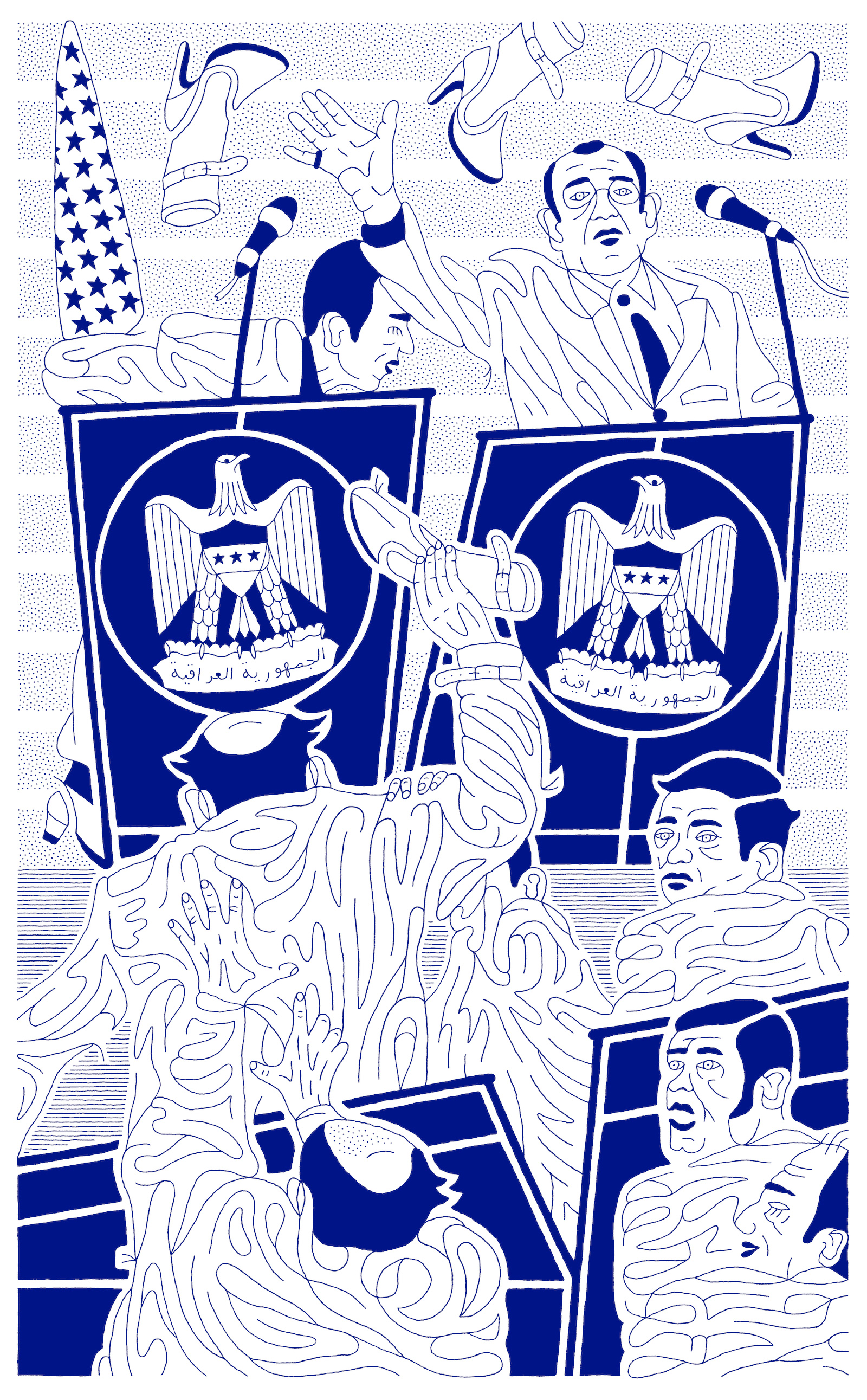
Dibujo de la conferencia de presa por Dmitri Borshch en 2009.

Al Zaidi fue inicialmente retenido por los guardias del primer ministro y luego fue entregado al comando de Bagdad del ejército iraquí. El comando a su vez lo entregó al poder judicial iraquí. Cientos de personas tomaron las calles para exigir su liberación. Al Zaidi podría haber enfrentado cargos de insultar a un líder extranjero y al primer ministro iraquí. Una condena por estos cargos podría haber conllevado una condena de hasta dos años de prisión o una pequeña multa, aunque hubiera sido poco probable que enfrentara la pena máxima dada su nuevo "estatus de culto" en el mundo árabe, según un observador del Medio Oriente. Un abogado iraquí declaró que al-Zaidi era probable que recibiera al menos dos años de prisión si era procesado. Al Zaidi compareció ante un juez el 17 de diciembre de 2008. Se negó a ser representado por Khalil al-Duleimi, quien defendió al fallecido líder iraquí Sadam Huseín antes de su ejecución, y también dijo que quería ser representado por un abogado iraquí. «Me presentaré como su abogado y exigiré que se cierre el caso y que Muntazer sea puesto en libertad porque no cometió un delito», dijo Dheyaa al-Saadi, el abogado de al Zaidi y jefe de la Asociación de Abogados de Irak. «Solo se expresó libremente al ocupante, y tiene ese derecho de acuerdo con el derecho internacional». El 17 de diciembre de 2008, al Zaidi apareció en privado ante un juez de la Zona Verde (Bagdad).

## Reacciones
Tras el incidente, The New York Times informó que Al Zaidi fue abrazado en todo el mundo árabe. Al Zaidi encontró el apoyo de su empleador, Awn Hussain Al Khashlok, miles de manifestantes en Irak, algunos políticos iraquíes, personas en Siria, una organización benéfica en Libia, y de «alrededor de 200 abogados», incluidos algunos ciudadanos estadounidenses. La acción de Al Zaidi fue criticada por el gobierno de Nuri al Maliki. Después del incidente, la oficina de Nuri al Maliki criticó la acción de al Zaidi y «exigió» una disculpa de Al-Baghdadia TV, el canal de televisión empleador de al Zaidi. Al-Baghdadia TV emitió un comunicado exigiendo la liberación de al Zaidi:
La televisión de Al-Baghdadia exige que las autoridades iraquíes liberen de inmediato a su corresponsal Muntadhar al Zaidi, en línea con la democracia y la libertad de expresión que las autoridades estadounidenses prometieron al pueblo iraquí en el derrocamiento del exlíder iraquí Sadam Husein ... Cualquier medida contra Muntazer se considerarán los actos de un régimen dictatorial.
En Tikrit se dedicó una estatua de cobre de tres metros de altura a su acción como monumento. Tenía la forma de su zapato y un poema honorable como una inscripción. Fue diseñado por Laith al-Amari. La estatua fue derribada de acuerdo con la orden de la policía poco después de la erección.
Al Zaidi ha sido nombrado como el tercer árabe más poderoso del mundo, en la lista de Arabian Business Power 100 2009.